# Sanlúcar de Guadiana
Sanlúcar de Guadiana is een gemeente in de Spaanse provincie Huelva in de regio Andalusië met een oppervlakte van 96,56 km². Sanlúcar de Guadiana telt 431 inwoners (1 januari 2016). De plaats ligt aan de grensrivier Guadiana. Aan de overkant ligt het Portugese dorp Alcoutim en is alleen per boot bereikbaar.

## Demografische ontwikkeling
Bron: INE, 1857-2011: volkstellingen